# Achelia ovosetosa
Achelia ovosetosa là một loài nhện biển trong họ Ammotheidae. Loài này thuộc chi Achelia. Achelia ovosetosa được miêu tả khoa học năm 1942 bởi Hilton.